# Cordó d'oració

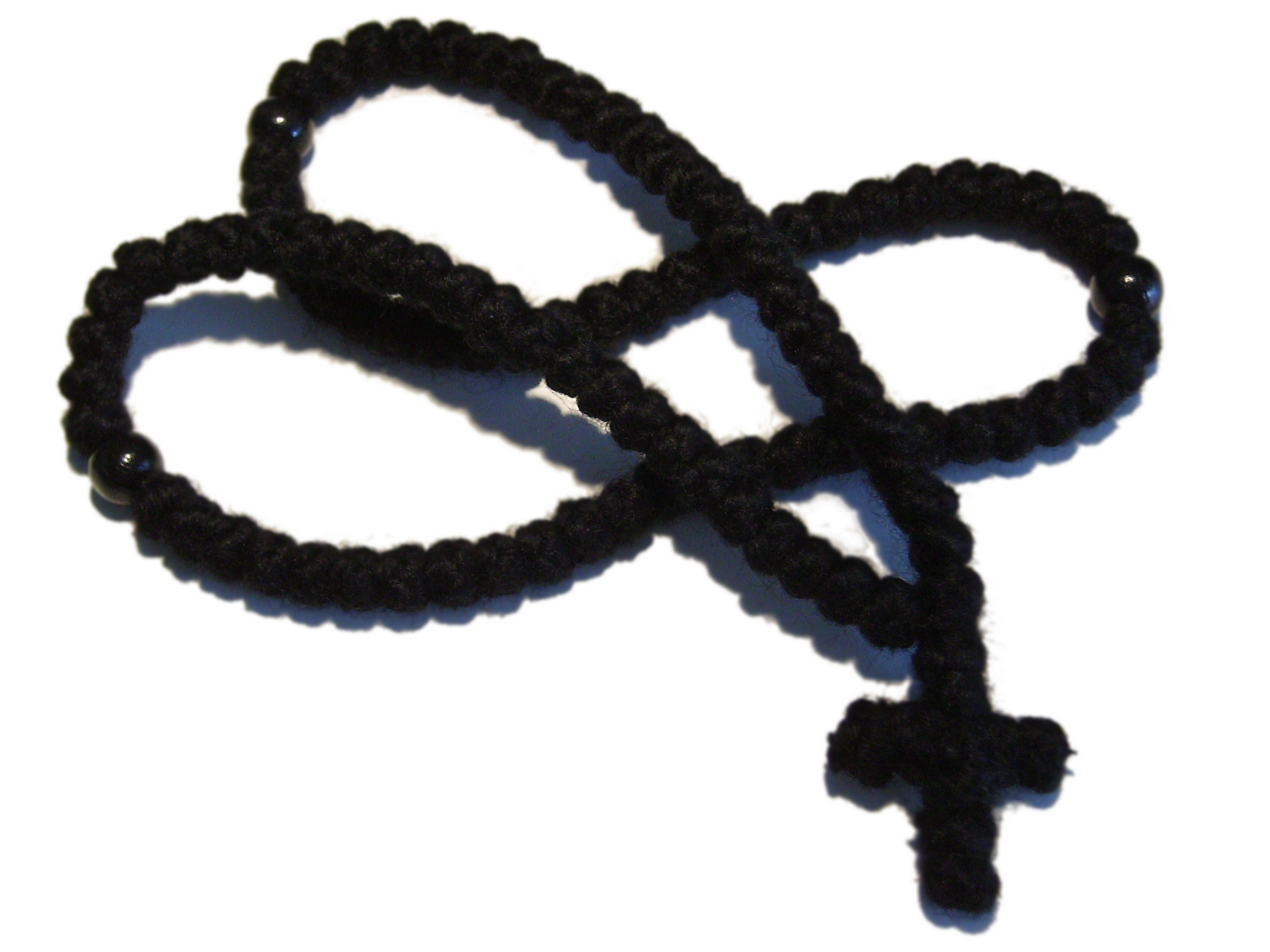
Cordó d'oració ortodox simple, de color negre i sense borla.

Un cordó d'oració (grec: κομποσκοίνι, komboskini; rus: чётки, chotki (terme més comú) o вервица, vervitsa (traducció literal); àrab: مسبحة, misbaḥa; romanès: metanii o metanier; serbi: бројаница / brojanica, broyanitsa; búlgar: броеница, broyenitsa; copte: ⲙⲉⲕⲩⲧⲁⲣⲓⲁ, mequetaria o mequtaria) és un llaç, generalment de llana o seda, format per nusos complexos entrellaçats. Els cordons d'oració formen part de les pràctiques religioses principalment dels monjos i monges cristians orientals i ortodoxos, però no exclusivament, que els fan servir per comptar el nombre de cops que hom ha resat la Pregària de Jesús o, ocasionalment, altres pregàries. Un cordó d'oració típic té trenta-tres nusos, que representen els trenta tres anys de vida de Jesucrist. Les Esglésies ortodoxes orientals també fan servir el cordó d'oració, on es coneix pel seu nom en copte.